# Pivsko jezero
Der Pivsko jezero ist ein Stausee im Nordwesten Montenegros und ist der größte Stausee des Landes. 
Die Piva wird etwa 3 km nördlich der Ortschaft Mratinje durch die von 1971 bis 1976 errichtete, 220 m hohe Mratinje-Talsperre aufgestaut. Der Stausee ist an die 33 km lang, nimmt eine Fläche von 12,5 km² ein und ist bis zu 188 m tief. Der See liegt auf einer Höhe von 675 m über dem Meeresspiegel und wird von bewaldeten Bergen umrahmt, die bis zu einer Höhe von fast 2000 m ansteigen.
Der Stausee überflutet den ursprünglichen Standort des Piva-Klosters, das, um es zu erhalten, vollständig abgetragen und an seinem heutigen Standort wieder aufgebaut wurde. Die Kleinstadt Plužine, die in einem weitläufigen, tiefen Tal lag, wurde ebenfalls überflutet und ihre Einwohner in das am Ufer des Stausees neu errichtete Plužine umgesiedelt.
Das Wasserkraftwerk unterhalb der Talsperre erzeugt ein Gesamtleistung von 360 MW. Der Stausee dient als Trinkwasserreservoir und wird von Wassersportlern und Anglern gerne genutzt.
Die Europastraße E 762 verläuft entlang des Sees und überquert diesen nahe Plužine.

## Bilder

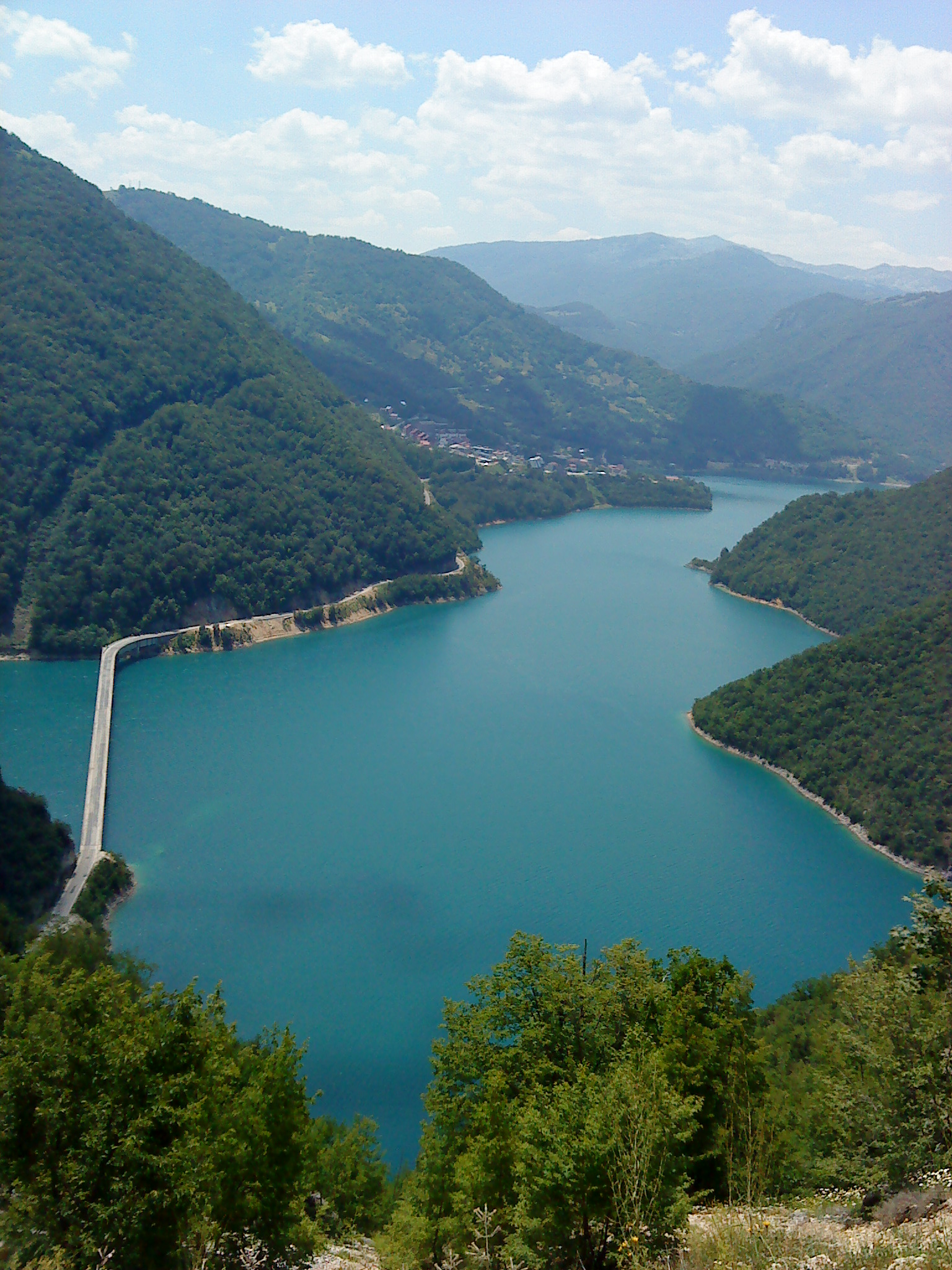
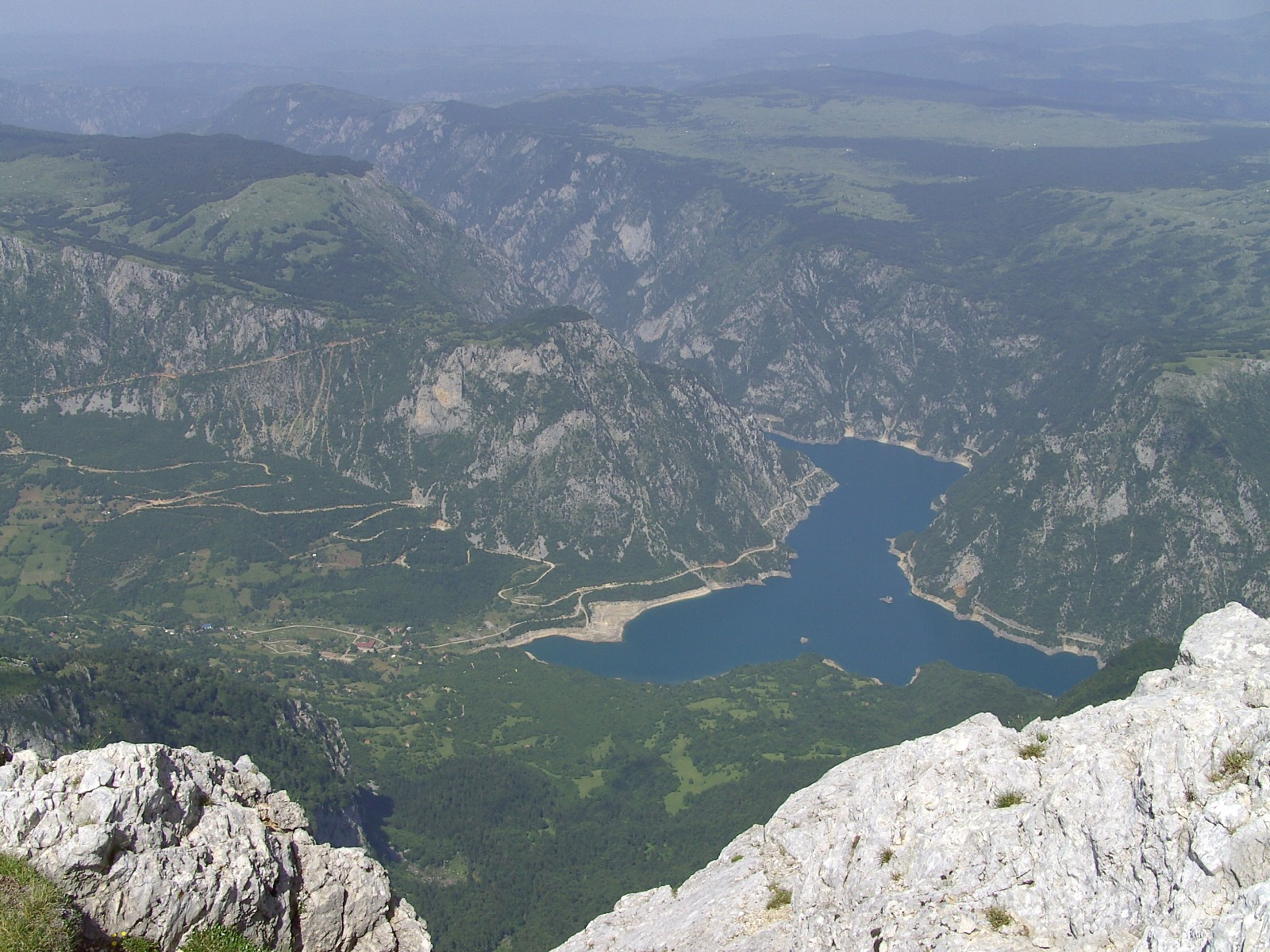